# Paweł Billert
Paweł Billert (ur. w 1913 w Kruszwicy, zm. w 1996 w Szwajcarii) – polski kompozytor, altowiolista, wieloletni (1959–1977) redaktor i kierownik redakcji muzycznej bydgoskiej Rozgłośni Polskiego Radia.

## Życiorys
Ukończył Konserwatorium Muzyczne w Toruniu i Wydział Humanistyki (muzykologia) Uniwersytetu im. Adama Mickiewicza w Poznaniu. 
Po wojnie spędzonej na froncie zachodnim wrócił przez Anglię do kraju. Pracował w redakcji muzycznej Rozgłośni Polskiego Radia w Bydgoszczy, grał jako altowiolista w Orkiestrze Radiowej Arnolda Rezlera i ta orkiestra nagrała też kilka jego kompozycji. Największą popularność i konkursowe nagrody zyskał Marsz olimpijski, a także Romans i Wiedeńska serenada. Napisał też szereg utworów utrzymywanych w konwencji pieśni masowych tamtych lat (50.): marsz Młodzi budowniczowie czy Muzyka Polski Ludowej. 
Wiele jego prac kompozytorskich i aranżerskich nawiązywało do folkloru. W 1948 otrzymał wyróżnienie w konkursie Związku Kompozytorów Polskich za Suitę ludową i Mazura. Dużo pisał i aranżował dla zespołu radiowego Edmunda Donarskiego, który prezentował muzykę ludową w opracowaniach rozrywkowych. Starał się docierać do źródeł folkloru i ocalać go od zapomnienia. Efektem jego prac były setki audycji folklorystycznych oraz książka wydana przez Polskie Wydawnictwo Muzyczne, zatytułowana Pieśni ludowe z Kujaw, Pałuk i Kaszub (1972). Za popularyzację regionalnej kultury muzycznej otrzymał nagrodę wojewódzką (1960). 
Poza komponowaniem utworów orkiestrowych, kameralnych i artystycznym opracowywaniem folkloru muzycznego komponował także piosenki śpiewane m.in. przez Ewę Sadowską, Ryszarda M. Fischbacha, Huberta Stróżyka. Pod jego kierownictwem dawała swoje antenowe koncerty Bydgoska Dziewiątka Radiowa. Napisał też muzykę do kilkunastu słuchowisk radiowych. Redagował wiele cyklicznych audycji słowno-muzycznych, wśród których największą popularność osiągał wieczorny magazyn Z muzyką nie będziesz samotny. Był też autorem sygnału muzycznego rozpoczynającego radiowe transmisje z Wyścigu Pokoju. 
Po przejściu na emeryturę, na początku lat 80. wyemigrował z Polski, osiedlając się w Alpach Szwajcarskich. Zmarł w 1996.